# Sociedade Auxiliadora da Indústria Nacional
A Sociedade Auxiliadora da Indústria Nacional (SAIN) foi uma sociedade civil de direito privado estabelecida em 31 de outubro de 1825, na cidade do Rio de Janeiro, com o objetivo de estimular o progresso material do Império do Brasil. As suas atividades se centraram na divulgação e aplicação do conhecimento científico em benefício da agricultura e a indústria. Ao longo de sua trajetória, a associação esteve envolvida em diversos empreendimentos dessa natureza, como a publicação de um periódico científico, O Auxiliador da Indústria Nacional, a criação de instituições de ensino e a distribuição de sementes, plantas e raízes para agricultores. Em 1904, após quase oito década de funcionamento, a associação foi dissolvida e incorporada ao Centro Industrial do Brasil.

## Histórico
As primeiras tentativas para a criação de uma associação em benefício da indústria nacional ocorreram em 1821, sob a iniciativa de Ignácio Álvares Pinto de Almeida, no Reino Unido de Portugal, Brasil e Algarves, mas foram malfadadas por razão da falta de sanção governamental. Somente em 31 de outubro de 1825, três anos após a independência do Brasil, Ignácio obteve êxito em conseguir a aprovação do Governo Imperial dos estatutos da associação. Na decisão, ela foi colada sob a proteção imperial de Dom Pedro I. Dois anos mais tarde, em 18 de julho de 1827, o Conselho Administrativo da associação foi nomeado pelo Governo Imperial.
Inicialmente instalada na residência de Ignácio, essa cerimônia ocorreu em 19 de outubro de 1827. Posteriormente, contudo, foi realizada uma sessão inaugural em 28 de fevereiro de 1828 no prédio do Museu Nacional, então localizado na Praça da Aclamação, n. 31, no Rio de Janeiro. O Governo Imperial havia cedido duas salas do prédio para o funcionamento da associação. Na primeira ocasião, Ignácio discursou sobre os fundamental da agremiação:
| “ | Reconhecendo ser um dever do cidadão que ama sua pátria prestar, quanto cabe em suas forças todos os ofícios que possam cooperar para a felicidade nacional e convencido de que nenhum país floresce e se felicita sem indústria, por ser ela o móvel principal da prosperidade, e de riqueza, tanto pública como particular de uma nação culta e realmente independente; convencido igualmente de que os maquinismos são os poderosos auxiliadores da indústria, cujos benéficos resultados se derramam sobre todas as classes da sociedade. | ” |

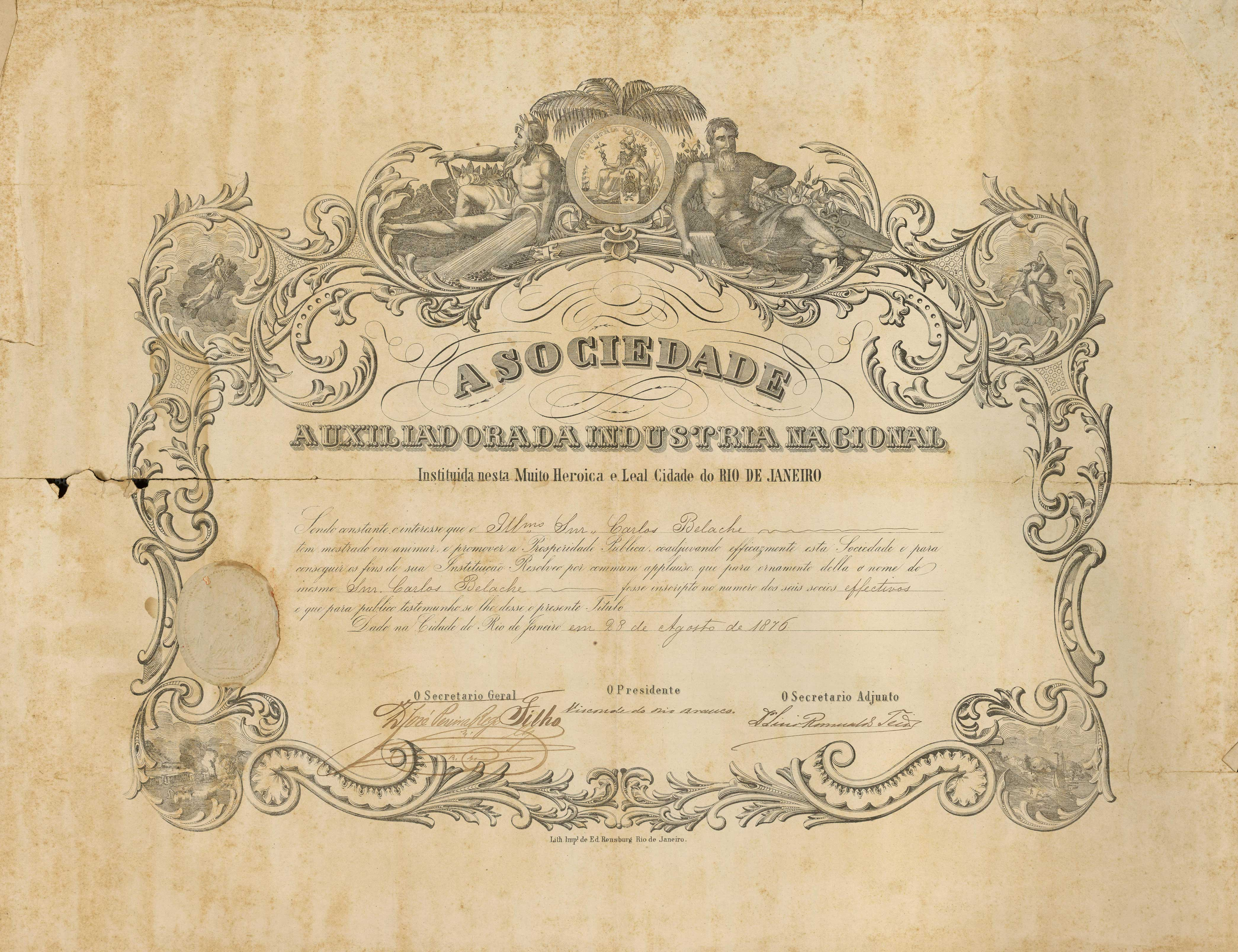
Diploma de 28 de agosto de 1876, na gestão do Visconde do Rio Branco, como presidente da entidade.

Em sua fundação foi amparada pelo Ministério dos Negócios do Império, e seus primeiros estatutos declaravam que um de seus objetivos era "adquirir projetos, máquinas, modelos e inventos que pudessem contribuir para o aumento e a prosperidade da indústria nacional deste Império". Depois foi administrada pelo Ministério da Agricultura, Comércio e Obras, e a partir de 1860 passou a ser um órgão consultivo do Estado, concedendo prêmios para projetos inovadores na área das ciências agrícolas e naturais.
Em seus quadros havia políticos e cientistas que se dedicavam à pesquisa de soluções para os problemas econômicos do país. Para popularizar as novas técnicas agrícolas publicou uma revista, O Auxiliador da Indústria Nacional, entre 1833 e 1892, editada mensalmente.
A Sain teve um papel fundamental na implantação de práticas e conhecimentos científicos durante boa parte do Império, como um campo de debate científico, social, político e econômico, e lamenta que ela esteja esquecida por boa parte dos historiadores nacionais, ignorando sua intensa atividade e sua participação na criação do Instituto Histórico e Geográfico Brasileiro e do Imperial Instituto Fluminense de Agricultura. Pela sua íntima ligação com o Estado, segundo Maria Amélia Dantes, a Sain atraiu a participação de inúmeros notáveis da intelectualidade brasileira do século XIX, viabilizando um espaço onde a atividade científica passou a expressar uma realidade concreta ligada a agentes ativos de um tempo e de um espaço social.

## Dissolução
No fim daquele século, a Sain sofreu com a desfiliação de muitos de filiados, que migraram para sociedades dedicadas unicamente à indústria ou agricultura. Divisões internas sobre a política fiscal do Império e o protecionismo contribuíram para o seu declínio. Em 1892, três anos após a Proclamação da República, o Congresso Nacional suprimiu o subsídio de seis contos de réis repassado anualmente para a associação e fundamental para a manutenção de suas atividades. Em consequência da falta de fundos, a Sain encerrou a publicação do seu periódico e escolas noturnas.
Em 1904, com o esvaziamento do seu corpo de filiados, a Sain foi dissolvida e passou a integrar o recém-criado Centro Industrial do Brasil. Mais tarde, o Centro Industrial do Brasil se transformou na Federação das Indústrias do Rio de Janeiro, atualmente a Federação das Indústrias do Estado do Rio de Janeiro (Firjan).